# 甲斯孔乡
甲斯孔乡，是中华人民共和国四川省甘孜藏族自治州道孚县下辖的一个乡镇级行政单位。

## 行政区划
甲斯孔乡下辖以下地区：
卡美村、约学村、文宫村、古拥村、泽珠村、巴下村、甲斯尼村、热鲁村和洛须卡村。